# Bittersweet
Bittersweet je sedmi singl benda Apocalyptica s gostima Lauri Ylönen i Ville Valo. Singl je izdan 29. studenog 2004.

## Lista pjesama
1. "Bittersweet" - 3.22
2. "Bittersweet" (acoustic) - 3.21
3. "Bittersweet" (instrumental) - 3.22
4. "Misconstruction" - 3.59
5. Apocalyptica Player Software